# 貝爾丘加泰萊鄉
44°29′N 26°26′E / 44.483°N 26.433°E
貝爾丘加泰萊鄉（羅馬尼亞語：Comuna Belciugatele, Călărași），是羅馬尼亞的鄉份，位於該國南部，由克勒拉希縣負責管轄，面積80平方公里，海拔高度67米，2007年人口1,878，人口密度每平方公里23人。